# Ivan Séquardt
Ivan Séquardt je český hobojista.

## Hudební činnost
Absolvoval konzervatoř a Hudební fakultu AMU v Praze. Nyní je profesorem Hudební fakulty JAMU v Brně a zasedá v porotách interpretačních soutěží (Mezinárodní soutěž Pražského jara, Concertino Praga atd.).

### Koncertní činnost
Od roku 1979 hrál v České filharmonii na anglický roh, od roku 1991 je zde sólovým hobojistou. Jako komorní hráč spolupracuje s řadou souborů: Ars rediviva, Collegium musicum Pragensis, Česká dechová harmonie, Barocco sempre giovane. Sólově vystupuje i s velkými symfonickými orchestry.